# فونغ باك لون
فونغ باك لون (بالصينية: 方栢倫) هو لاعب كرة قدم صيني في مركز الهجوم، ولد في 14 أبريل 1993 في هونغ كونغ في الصين. شارك مع منتخب هونغ كونغ لكرة القدم. أما مع النوادي، فقد لعب مع Metro Gallery FC ‏.

## وصلات خارجية
- فونغ باك لون على موقع قاعدة بيانات كرة القدم.إي يو (الإنجليزية)
- فونغ باك لون على موقع Soccerway.com (الإنجليزية)